# Oregon Country
Oregon o Oregon Country (Paese dell'Oregon, da distinguere sia dall'attuale stato dell'Oregon che dall'omonimo Territorio dell'Oregon istituito tra il 1848 ed il 1859) fu un termine statunitense, usato nella prima metà dell'Ottocento, per descrivere la regione del Pacifico nordoccidentale. La regione, con una superficie di circa 1,5 milioni di km², fu esplorata ed occupata dai mercanti di pellicce di origine inglese e francese già prima del 1810 e da coloni americani a partire dal 1830.
Alla fine del Settecento questo territorio fu dapprima disputato tra gli Spagnoli, provenienti dalla California, i Russi dall'Alaska ed i Britannici dal Canada. Dopo la cosiddetta Crisi di Nootka gli Spagnoli, che pure si erano spinti molto a nord, costruendo anche il Forte San Miguel, rinunciarono alle loro rivendicazioni con la convenzione di Nootka, nel 1790.  Successivamente le rivendicazioni ripresero tra i Britannici e gli Statunitensi, finché il Trattato dell'Oregon del 1846 pose fine alle dispute, stabilendo il confine britannico-statunitense al 49º parallelo.
Oregon fu un termine strettamente statunitense; i britannici usavano la denominazione Columbia. L'Oregon Country consisteva nei territori a nord del 42º parallelo e a sud del 54º parallelo, ad ovest delle Montagne Rocciose. Quest'area comprende l'attuale provincia canadese della Columbia Britannica e gli stati dell'Oregon, Washington, e Idaho, nonché parti del Montana e Wyoming. La regione, da parte britannica, venne amministrata dalla Compagnia della Baia di Hudson.

## Prime esplorazioni
George Vancouver esplorò lo stretto di Puget nel 1792 e ne reclamò la possessione per conto del Regno di Gran Bretagna, chiamandolo col nome di Peter Puget, un suo ufficiale. Alexander Mackenzie fu il primo europeo ad attraversare il Nordamerica, partendo dal Messico settentrionale, arrivando a Bella Coola nella Columbia Britannica nel 1793. Dal 1804 al 1806 Meriwether Lewis e William Clark esplorarono la zona per conto degli Stati Uniti. David Thompson, insieme all'amico Simon Fraser esplorò gran parte della regione tra il 1807 e il 1811.

## Origine del nome

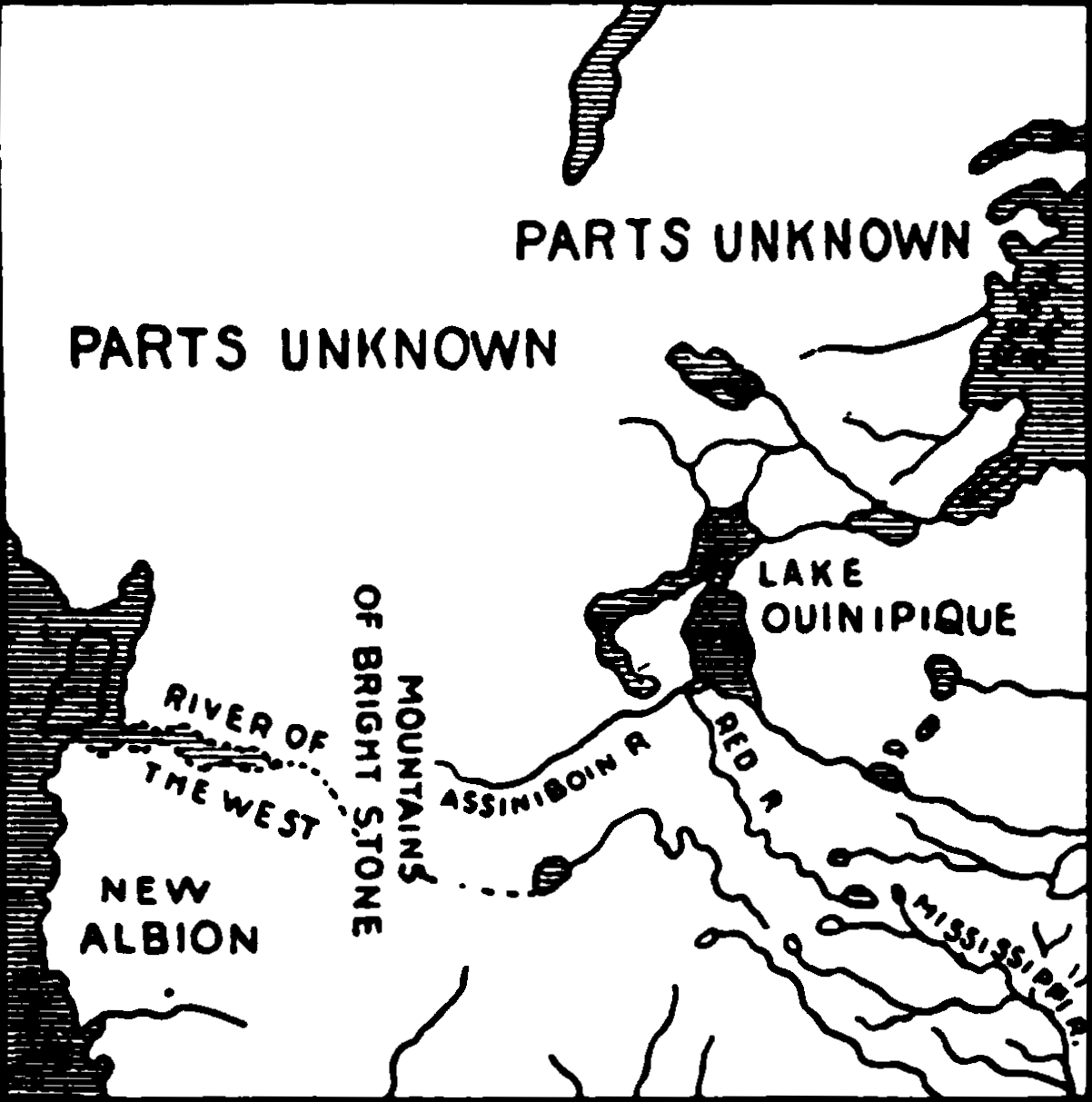
Mappa di Carver del 1778.

L'origine del nome Oregon non è sicura. Una teoria vuole che i mercanti di pellicce franco-canadesi chiamassero il fiume Columbia come le fleuve d'ouragan, per i forti venti della gola del fiume. Lo storico George R. Stewart sostenne, in un articolo del 1944 per la rivista American Speech, che il nome fu originato da un errore dell'incisore in una mappa francese pubblicata agli inizi del Settecento, in cui il Ouisiconsink (il fiume Wisconsin) era chiamato "Ouaricon-sint", mostrando così un fiume Ouaricon che sfociava ad occidente. Questa teoria venne indicata dalla Oregon Historical Society come la "più plausibile".

## Evoluzione territoriale
L'Oregon Country venne inizialmente rivendicato da Gran Bretagna, Francia, Russia e Spagna. Le rivendicazioni spagnole furono in seguito riprese dagli Stati Uniti. L'estensione del territorio rivendicato era vaga, in seguito si evolse nei decenni in confini ben delimitati nel trattato britannico-americano del 1818. Gli Stati Uniti fecero valere le loro rivendicazioni in base alle esplorazioni di Robert Gray alla fine del Settecento e alla spedizione di Lewis e Clark di inizio Ottocento. La Gran Bretagna basava le sue rivendicazioni dalle esplorazioni nell'entroterra di David Thompson e dalle navigazioni, in tempi più antichi, della costa. La rivendicazioni spagnole si basavano sulle esplorazioni sulla costa pacifica alla fine del Settecento. Anche la Russia poggiava le sue pretese territoriali sulla sua attività esplorativa nella zona. La Spagna rinunciò alle pretese sui territori del Pacifico nordoccidentali, a favore della Gran Bretagna, con la Convenzione di Nootka. La Spagna rinunciò definitivamente ad ogni rivendicazione territoriale a nord del 42º parallelo, con il Trattato Adams-Onís del 1819. Intanto la Russia iniziava a rivendicare i territori a sud del 54º parallelo e ad est del 141º meridiano. Nel 1818 gli stati Uniti e la Gran Bretagna negoziarono una convenzione con la quale venivano estesi i rispettivi territori lungo il 49º parallelo. Nel 1821, il parlamento britannico impose la giurisdizione dell'Alto Canada a tutti i cittadini britannici domiciliati nella Terra di Rupert e nel distretto Columbia.
Nel 1843 i coloni statunitensi instaurarono il loro governo, chiamato il governo provvisorio dell'Oregon. Un comitato legislativo abbozzò un insieme di normative conosciuto come l'"Organic Law".

## Primi insediamenti

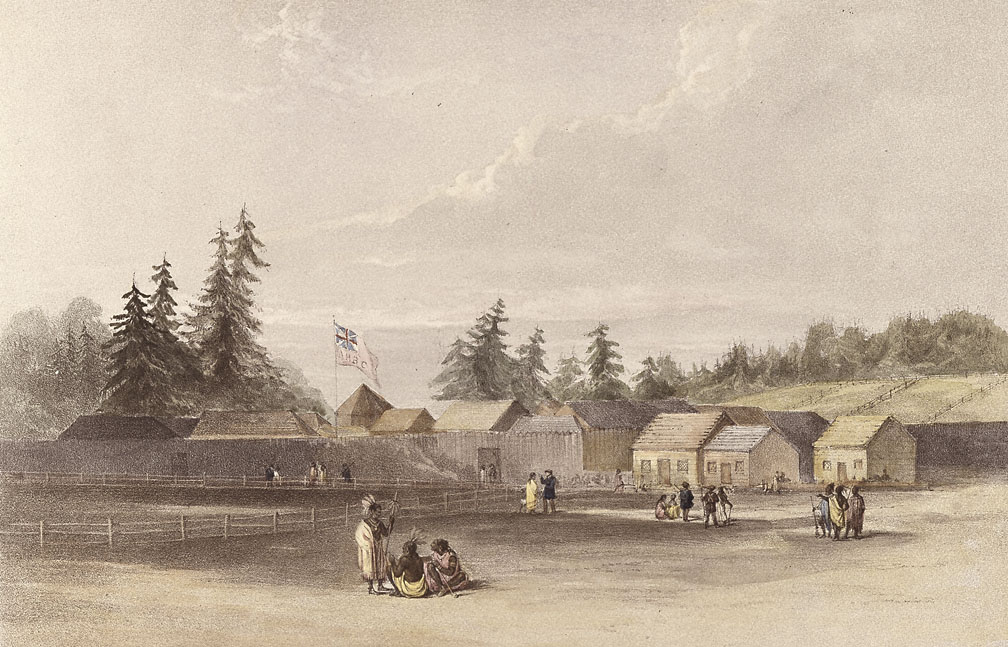
Fort Vancouver nel 1845

L'esploratore David Thompson della Compagnia del Nord-Ovest, in seguito Compagnia della Baia di Hudson, penetrò nell'Oregon Country da nord, via il passo Athabasca, arrivando nel 1807. Nel 1810 John Jacob Astor I fondò la Pacific Fur Company, filiale occidentale della sua American Fur Company, attiva nel commercio delle pellicce, e ne installò un emporio chiamato Fort Astoria, primo insediamento dell'odierna Astoria. Thompson, attraversando il fiume Columbia, riuscì a raggiungere Fort Astoria ancora in costruzione. Questi eventi diedero inizio a una breve era di competizione tra mercanti di pellicce britannici e americani. Nel 1812 scoppiò in Nordamerica la guerra tra britannici e statunitensi. Sotto controllo britannico Fort Astoria venne rinominato Fort George.

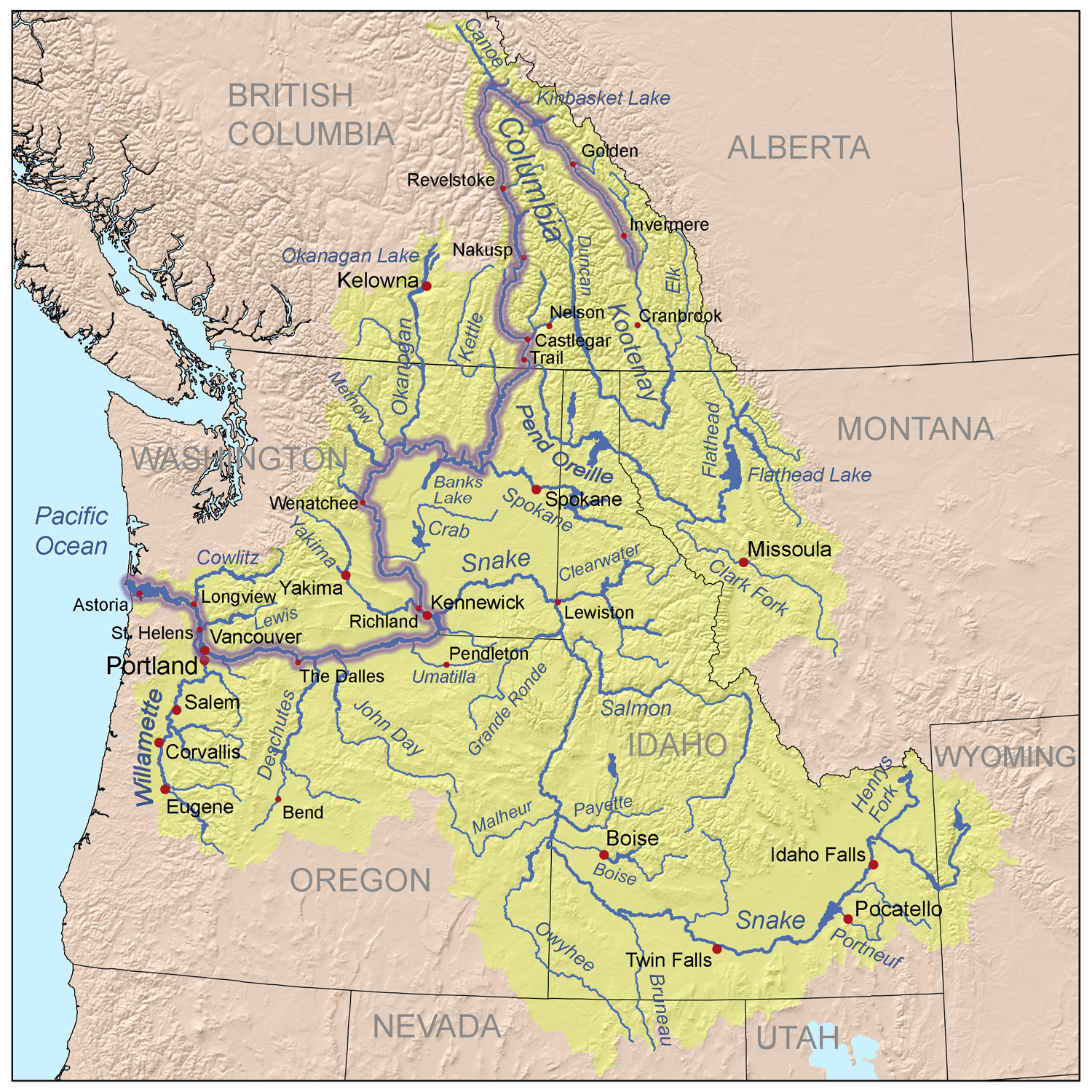
David Thompson navigò attraverso il fiume Columbia nel 1811. Mappa del Columbia e dei suoi affluenti.

Nel 1821, quando la Compagnia del Nord-Ovest si fuse con la Compagnia della Baia di Hudson, il parlamento britannico impose la giurisdizione dell'Alto Canada sui sudditi britannici del distretto Columbia e della Terra di Rupert, e diede alla Compagnia della baia di Hudson l'autorità di applicare le leggi britanniche. John McLoughlin venne nominato capo del Columbia Department nel 1824, questi spostò il suo quartier generale a Fort Vancouver che diventò de facto il centro politico del Pacifico nordoccidentale. McLoughlin applicò la legge ai sudditi britannici, ottenne la pace con i nativi e cercò di mantenere l'ordine anche sui coloni statunitensi.
Astor con la sua American Fur Company continuava le sue operazioni di commercio delle pellicce nelle Montagne Rocciose. Negli anni 1820 alcuni esploratori statunitensi visitarono quest'area oltre le Montagne Rocciose. Alcune notizie sull'Oregon country circolavano negli Stati Uniti orientali. Alcune chiese decisero di inviare missionari per convertire gli indiani. Jason Lee, un pastore metodista di New York, fu il primo missionario ad insediarsi nell'Oregon. Costruì una missione destinata agli indiani nel 1834. Alcuni anni dopo seguirono altri missionari.

I coloni statunitensi iniziarono ad arrivare, attraverso la pista dell'Oregon, in numero sempre maggiore a partire dagli anni 1830. Aumentarono così le discussioni sui confini tra Stati Uniti e Nordamerica britannico. La crescente tensione portò alla disputa sui confini dell'Oregon. Entrambi i contendenti si accorsero che i coloni avrebbero deciso chi avrebbe alla fine controllato la regione. Tardivamente la Compagnia della Baia di Hudson, che in precedenza scoraggiava la colonizzazione poiché poteva essere da ostacolo alla sua attività, decise di invertire la sua posizione. Nel 1841 il cacciatore di pellicce James Sinclair guidò più cento coloni nella zona vicino a Fort Vancouver. 

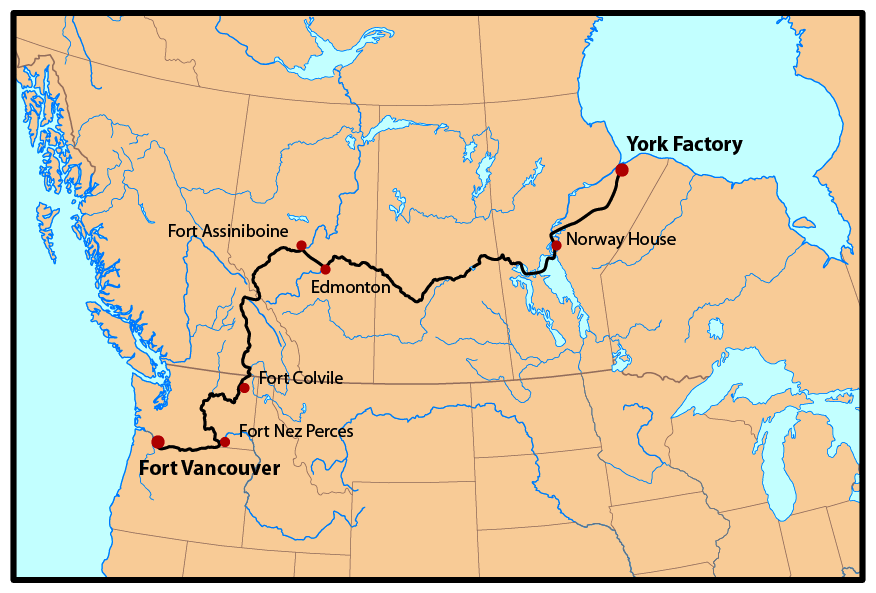
Mappa della via della York Factory Express, 1820-1840.

Gli sforzi anglo-canadesi per fermare l'avanzata statunitense si dimostrarono tardivi. Ad esempio, nel 1843 solo un migliaio di coloni britannici partirono per l'Oregon. Con il Trattato dell'Oregon del 1846 la Gran Bretagna cedette la Columbia a sud del 49º parallelo.

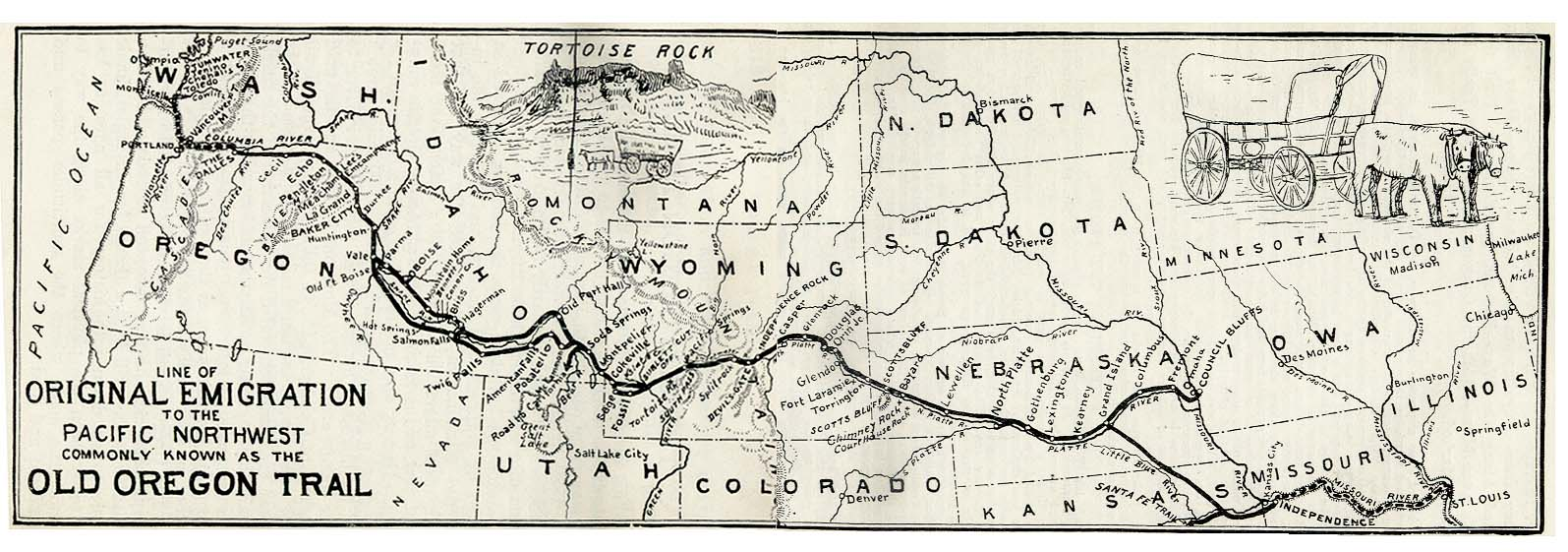
La Pista dell'Oregon

## Il Trattato dell'Oregon
Nel 1843 i coloni della Willamette Valley instaurarono un governo provvisorio a Champoeg, che fu riconosciuto, anche se in forma non ufficiale da John McLoughlin della Compagnia della Baia di Hudson nel 1845.
Intanto negli Stati Uniti ci furono forti pressioni per occupare l'Oregon Country. In quegli anni gli Stati Uniti erano impegnati nel contendere il Texas al Messico. L'annessione del Texas agli Stati Uniti era fortemente voluta dagli Stati del sud, mentre quella dell'Oregon da quelli del nordest. Nelle elezioni presidenziali del 1844 i democratici erano favorevoli a espandersi in entrambe le aree in questione. Vinte le elezioni, la presidenza di James Knox Polk sostenne la soluzione, per quanto riguardava l'Oregon, del 49º parallelo come confine. Intanto il governo britannico cercò di prendere controllo del territorio a nord del fiume Columbia. Nonostante la situazione tesa, né la Gran Bretagna né gli Stati Uniti volevano arrivare alle armi. I due paesi di lingua inglese arrivarono ad un accordo nel 1846, con il trattato dell'Oregon, secondo il quale il territorio occidentale veniva diviso lungo il 49º parallelo.
Durante gli anni 1840 la Compagnia della Baia di Hudson spostò i suoi quartieri generali del Columbia Department da Fort Vancouver a Fort Victoria nell'isola di Vancouver. L'idea di spostarsi in una località più settentrionale era già stata pianificata negli anni 1820. La decisione finale di spostare i quartieri generali del Columbia District, nonostante le forti resistenze di John McLoughlin, fu presa dall'amministratore George Simpson nel 1842.
La decisione di Simpson era motivata da una serie di fattori tra cui il declino del commercio di pellicce nel Nordamerica. All'opposto la Compagnia della Baia di Hudson vide un incremento di utili con l'esportazione di salmoni e legname. Inoltre venne scoperto un giacimento carbonifero nell'isola di Vancouver. In sostanza la zona di Fort Victoria stava diventando strategicamente sempre più importante. Infine, il crescente numero di coloni statunitensi nella "Bassa Columbia" diede a Simpson preoccupazioni riguardo all'effettiva sicurezza di Fort Vancouver. Simpson capì che il confine tra Nordamerica britannico e Stati Uniti non avrebbe seguito il fiume Columbia bensì, più realisticamente, il 49º parallelo.
Nel 1848 la porzione statunitense dell'Oregon Country fu formalmente organizzata come Territorio dell'Oregon. Nel 1849 l'isola di Vancouver divenne una dipendenza della corona britannica, con la terraferma organizzata, nel 1858, come colonia della Columbia Britannica. Nel 1853 la regione a nord del fiume Columbia fu organizzato nel Territorio di Washington.